# Франсистская партия
Франсизм (фр. Francisme) (также Франсистское движение (фр. Mouvement Franciste), Франсистская партия (фр. Parti Franciste)) — название фашистского движения во Франции, во главе которого стоял Марсель Бюкар. В период нацистской оккупации Франции, франсисты были одной из ведущих партий коллаборационистов, наряду с Французской народной партией Жака Дорио и Национально-народным объединением Марселя Деа.

## Довоенный период

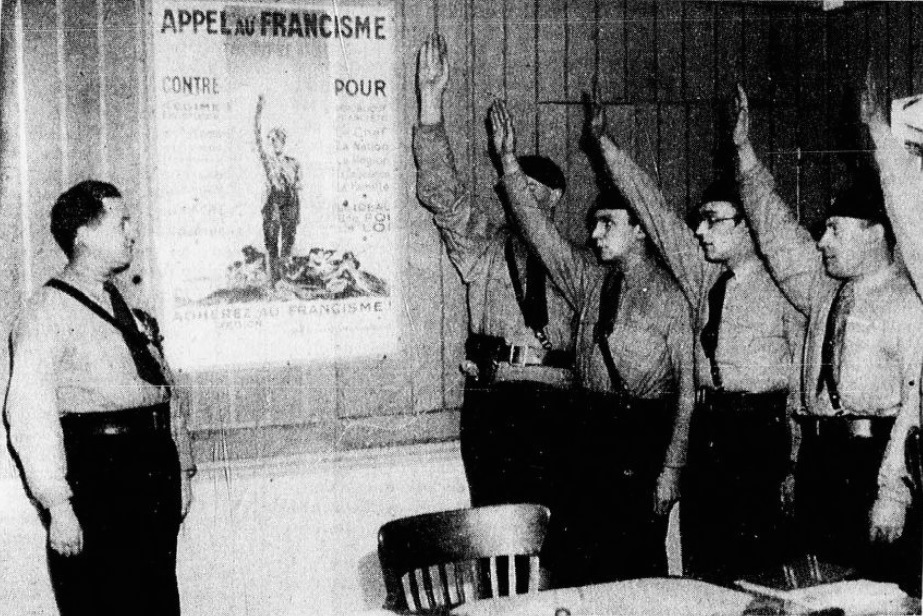
Члены партии приветствуют Бюкара, 1934 год

### Основание франсизма (1933)
Франсистское движение создано в августе-сентябре 1933 года Марселем Бюкаром, бывшим семинаристом и героем Первой мировой войны, который уже прошел через ряд националистических и фашистских движений («Фасции», «Огненные кресты» и Социал-националистическая партия Гюстава Эрве). Особенно Бюкар был связан именно с Эрве и его идеями и даже в 1932 году по его инициативе была создана военизированная структура «Milice socialiste nationale» — Социал-националистическая милиция, которую он возглавил.
Официально движение было создано 29 сентября 1933 года, в 11 часов вечера. Была организована церемония у Триумфальной арки в Париже . Марсель Бюкар заявил, что он хочет захватить власть и «остановить вырождение нации».
В новое движение перешли люди из организации Гюстава Эрве, которые впоследствии заняли руководящие посты партии. Помимо основателя движения Бюкара, это были Жан-Батист Леро, Поль Лафит, Луи Крево, Поль Жермуа, Суссфельд Клод Плансон, Андре Трукар, Морис Ларрью и другие. Также к ним присоединился Леон Хассон, бывший соратник умеренного политика, министра обороны Андре Мажино.
Бюкар официально провозгласил своё движение ветвью фашизма: немногим ранее, 20 августа, он писал в газете Гюстава Эрве «La Victoire»: «Наш Франсизм является для Франции тем же, чем Фашизм — для Италии. Нам доставляет удовольствие заявить это».

### Развитие движения (1934—1936)

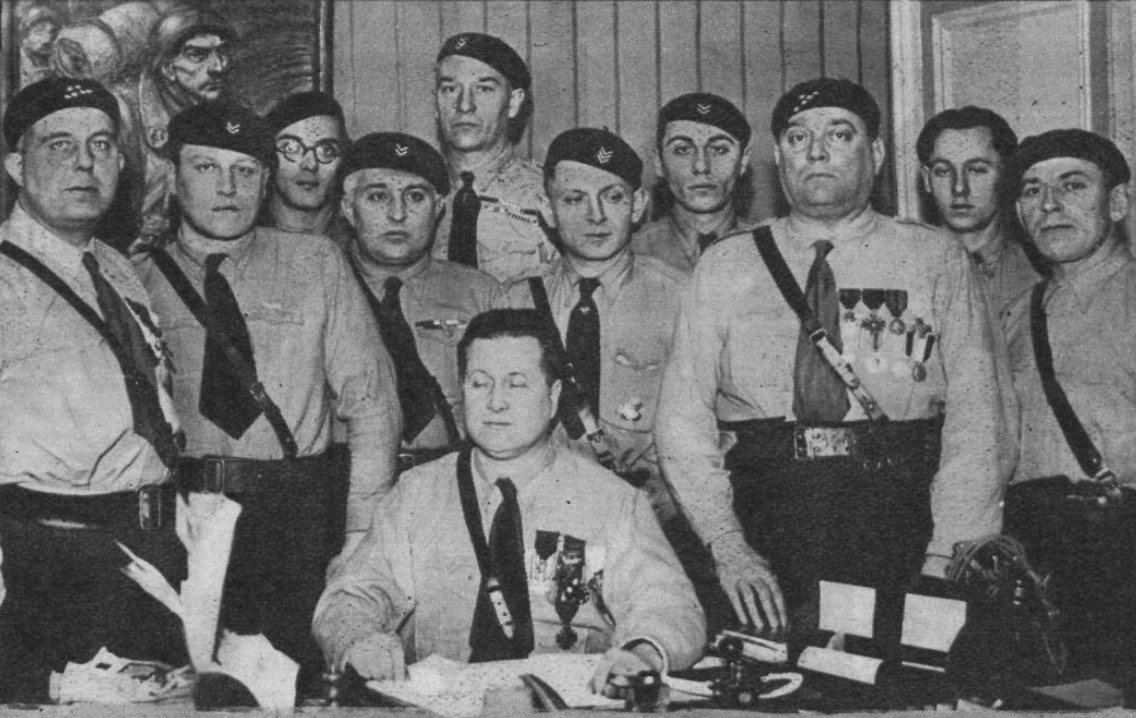
Марсель Бюкар (сидит) и его соратники-франсисты, март 1934 года.

В 1934—1935 годах, к франсизму примыкали различные элементы: как члены правых, так и левых партий, например, из ФКП, например ячейка Тавернье из Шампани. Для распространения своих идей, движение устраивает митинги (например, на текстильной фабрике в Роане в ноябре 1934 года). В 1935 году к франсизму присоединился Жан Перо (бывший генеральный секретарь федерации Молодых коммунистов на VII-м съезде организации и бывший член ЦК ФКП). В 1935 году также примыкает Социал-националистическая народная партия (PPSN) по руководством Андре Шоме.
Хотя историк Ойген Вебер утверждает, что франсизм во французском фашизме «обратил влево и его элементы, и его дух», однако факт остается фактом: возможно из-за личности самого Бюкара, франсизм продолжал держать католический и реакционный образ французского фашизма. Сам же лидер движения говорил следующее: «Наши отцы хотели свободы; мы требуем порядка… Они выступали за братство: мы требуем дисциплины чувств. Они проповедовали равенство: мы утверждаем иерархию ценностей..». К партии также присоединялись некоторые члены ультраправой группы «Французская солидарность» — после смерти основателя Франсуа Коти и установления единоличного руководства Жана Рено.
Вооружённое крыло партии называлось «Синие рубашки» (фр. les Chemises bleues), члены которого носили синие форменные рубашки, портупеи и береты. Также существовала секретные группы «Синяя рука» (фр. La Main Bleue), созданные для борьбы с отдельными политическими оппонентами и «провокаторами», которыми руководил Андре Ренсар. Партия имела тесные связи с Муссолини, получала средства из Италии. В сентябре 1935 года в Риме гостила целая делегация франсистов во главе лично с Бюкаром. Также партия являлась одной из участниц Фашистского Интернационального Конгресса, проведённого в 16-17 декабря 1934 года в городе Монтрё, Швейцария.
В соответствии с законом от 10 января 1936 года о боевых группах и частных милициях, Франсистская партия была запрещена 18 июня 1936 года, наряду с другими ультраправыми партиями и группировками.

### После роспуска (1936—1939)
Тем не менее, с 1936 по 1939 годы франсизм продолжает существовать. Предпринимались попытки возродить партию:
- Ассоциация друзей франсизма (фр. l’association des Amis du Francisme) (1936—1937);
- Единая французская партия социалистического и национального действия (фр. Parti unitaire français d'action socialiste et nationale) (1939—1940). Существовала как военизированная организация, регулярно совершавшая акции направленные против правительства Народного фронта. В 1939 году в ней было 8 тысяч членов, а в 1940 — 12-13 тысяч.

## Франсисты как коллаборационистская партия (1941—1945)
5 мая 1941 года Марсель Бюкар и Поль Гиро (профессор философии, редактор католической газеты «La Croix») воссоздали Франсистскую партию. Поль Гиро пытается придать франсизму «социалистический» вид. Аналогичным образом, в условиях оккупации Бюкар защищал распущенную немцами Всеобщую Конфедерацию Труда, критиковал Хартию труда, разработанную правительством Виши. Однако, несмотря на это, франсизм по прежнему сохранял свой ультра-консервативный образ.
Вновь начала выпускаться газета «Франсист» тиражом до 20 тысяч экземпляров. Количество членов партии было уже не таким большим: от 5,5 до чуть более 10 тысяч (на 1943 год). Историки отмечают, что на тот момент «движение не сможет победить», что «вербовка в движение идёт всё больше и больше не за счёт среднего класса, который ранее преобладал, а из-за маргиналов и рабочих-мигрантов.».
Наряду с Французской народной партией Жака Дорио и Национально-народным объединением Марселя Деа, Франсистская партия была одной из ведущих партий коллаборационистов. Бюкар призывал своих сторонников предоставлять любую поддержку оккупантам, в том числе в области военной разведки и борьбе с Сопротивлением, а так же участвовали в вербовке для участия в войсках СС и боевых действий против союзников. Также он был одним из идеологических основателей Легиона французских добровольцев в составе Вермахта.
В 1943 году Франсистская партия вошла в состав Национального революционного фронта, во главе с RNP. «Франсистская милиция» активно боролась с членами Сопротивления, особенно зарекомендовала себя в департаментах Сена и Уаза, Морбиан и Нор. Конкурировала с официальной вишистской Милицией.
Из-за конкуренции, франсисты имели оппонентов в среде самих же коллаборационистов. После одного инцидента, когда Марсель Бюкар, оказав попытку сопротивления против его задержания, убил двух полицейских в июле 1944 года, он был заключен в тюрьму Сантэ. 29 июля его выпустили. Из-за наступления войск Союзников, Бюкар, как и многие другие коллаборационисты, бежал на восток. Руководство движением фактически перешло к Полю Гиро. Штаб партии разместился в городе Страссбург. Связавшись с Робертом Вагнером, гауляйтером Эльзаса, он просил помощь для создания так называемых «синих маки» (фр. «Maquis Bleus»), с целью развернуть партизанскую войну против англо-американцев. Часть диверсантов проникла на территорию Франции, однако почти все они были схвачены.
После падения режима Виши 12 августа 1944 года Бюкар бежал в Зигмаринген. Партия, фактически, была распущена. Её лидер бежал с женой и охранниками в итальянскую часть Тироля, еще занятого Вермахтом. 25 мая 1945 года он был задержан в горном отеле недалеко от итальянского городка Мерано, а затем депортирован во Францию. 21 февраля 1946 года был приговорён к смерти и расстрелян 19 марта. Многие франсисты также, впоследствии были осуждены как коллаборационисты. После смерти лидера, попыток воссоздать движение не принималось.

## Руководство партии
Лидеры Франсистской партии в годы оккупации:
- Руководитель: Марсель Бюкар
- Руководитель политической деятельности: Поль Гиро
- Организация: Ф. Бланшар
- Пропаганда: Морис Маурер
- Социальное действие: Годфри Дюпо
- Молодежная секция (фр. La Jeunesse franciste) (с июня 1942): Клод Плансон, Роберт Поймиру (с октября 1943)
- «Франсистская милиция»: Андре Ренсар